# Kafr Miṣr
Kafr Miṣr (hebreiska: כפר מצר) är en ort i Israel.   Den ligger i distriktet Norra distriktet, i den norra delen av landet. Kafr Miṣr ligger 122 meter över havet och antalet invånare är 2 400.
Terrängen runt Kafr Miṣr är huvudsakligen kuperad, men söderut är den platt. Runt Kafr Miṣr är det ganska tätbefolkat, med 80 invånare per kvadratkilometer. Närmaste större samhälle är Nasaret, 12,4 km nordväst om Kafr Miṣr. Trakten runt Kafr Miṣr består till största delen av jordbruksmark.